# Severin Elektrogeräte
Severin Elektrogeräte GmbH er en tysk producent af husholdningselektronik med hovedkvarter i Sundern.
Severin Elektrogeräte GmbHs historie begyndte i 1892 da Anton Severin grundlagde en smedje. Efter 1. verdenskrig blev der etableret en metalfabrik. I 1921 etableres det senere Severin Elektrogeräte GmbH som A. Severin & Co. Gesellschaft mit beschränkter Haftung.
I 1952 begyndte de at producere husholdningselektronik.